# 박강영
박강영(1964년 5월 5일 ~ )은 대한민국의 작곡가, 음반 프로듀서이다.

## 학력
- 추계예술대학교 중퇴

## 경력
- 1985 다섯손가락 1집
- 1999 김현정 2집 A Seagull Of Dream 프로듀서
- 2000 김현정 3집 The 3rd Eye 프로듀서
- 2003 한경일 2집 《Travel Directions》프로듀서
- 2018 ~ 2022 제23대 한국음악저작권협회 감사
- 2022 ~  현재 제24대 한국음악저작권협회 감사

## 대표곡
- 1985 작곡 - 오늘은 정말 / 그대 (다섯손가락 1집)
- 1990 작곡 - 그대 돌아오는 날엔 (장혜리 4집)
- 1990 작곡 - 더 작은 모습으로 (전유나 1집)
- 1990 작곡 - 이젠 떠나가 볼까 (김혜림 2집)
- 1991 작곡 - 아쉬운 이별 (김지환 1집)
- 1991 작곡 - 너를 또다시 만나면 / 변심 (이상우 3집)
- 1992 작곡 - 멀어지는 그 미소 / 너를 본 순간 / 지금도 너는 (이주엽 2집)
- 1992 작곡 - 이젠 됐어 (신윤미 2집)
- 1992 편곡 - MBC 드라마 질투 ost
- 1992 작곡 - 삶은 한번 뿐일걸요 / 첫눈이 오면 (이지연 4집)
- 1992 작곡 - 거듭나기 / 사전준비 (이은하 Escape)
- 1992 편곡 - 사전준비 (이은하 Escape)
- 1992 작곡 - 네가 있다는건 / 살아가는 이유 (강수지 3집)
- 1993 작곡 - 있는 그대로 / 난 사랑을 하고 싶었어 / 너를 찾겠지 (김혜림 3집)
- 1993 작곡 - 원치 않는 이별 (김혜연 1집)
- 1993 작곡 - 그때는 알겠지 / 아름다운 시간들 (강수지 4집)
- 1994 작곡 - 이별이 있기에 사랑은 (강수지 5집)
- 1994 작곡 - 사랑은 영원히 / 다짐 (Kim Hyelim 4)
- 1995 작곡 - 마음정리 / 안녕히 주무세요 (김돈규 2집)
- 1997 작곡 - Good Night (김돈규 3집)
- 1997 작곡 - 마지막이 될수있게 (조용필 Eternally)
- 1998 작곡 - 친구의 아침 / 나의 사랑은 (조용필 17집)
- 1999 작곡 - 또 다른 삶 / 추억 (우순실 Again)
- 1999 작곡 - 훈련소 앞에서 (김현정 2집)
- 2000 작곡 - Disco Bus (김현정 3집)
- 2007 편곡 - 어쩌면 좋아 / 이 사람 (김혜림 디지털 싱글)
- 2003 작곡 - 오늘도 / 꽃이여 (조용필 18집 Over The Rainbow (The 35th Anniversary))
- 2007 작곡 - Angel (변진섭 Drama)
- 2022 작곡 편곡 - 우리 지금 이대로  (최정철 으라차차 내 인생 OST Part.18)

## 수상
- 1986 KBS 가요대상 락 그룹 부문 (다섯손가락)